# Eggenfelden
Eggenfelden település Németországban, azon belül Bajorországban. Lakosainak száma 14 439 fő (2023. december 31.). Eggenfelden Unterdietfurt, Falkenberg, Hebertsfelden, Wurmannsquick és Mitterskirchen községekkel határos.

## Népesség
A település népessége az elmúlt években az alábbi módon változott:
| Lakosok száma | 1782 | 5699 | 9124 | 10 897 | 12 971 | 13 158 | 13 532 | 13 661 | 13 853 | 14 439 |
|               | 1875 | 1950 | 1975 | 1987   | 2012   | 2014   | 2016   | 2017   | 2021   | 2023   |